# Valvattnet (Bodums socken, Ångermanland)
Valvattnet är en sjö i Strömsunds kommun i Ångermanland och ingår i Ångermanälvens huvudavrinningsområde. Sjön har en area på 0,59 kvadratkilometer och ligger 211,8 meter över havet. Sjön avvattnas av vattendraget Nagasjöån.

## Delavrinningsområde
Valvattnet ingår i det delavrinningsområde (708779-152098) som SMHI kallar för Utloppet av Valvattnet. Medelhöjden är 266 meter över havet och ytan är 9,59 kvadratkilometer. Räknas de 21 avrinningsområdena uppströms in blir den ackumulerade arean 209,09 kvadratkilometer. Nagasjöån som avvattnar avrinningsområdet har biflödesordning 3, vilket innebär att vattnet flödar genom totalt 3 vattendrag innan det når havet efter 156 kilometer. Avrinningsområdet består mestadels av skog (87 procent). Avrinningsområdet har 0,64 kvadratkilometer vattenytor vilket ger det en sjöprocent på 6,7 procent.